# 고성여객자동차터미널
고성여객자동차터미널은 경상남도 고성군 고성읍 송학고분로 339 (송학리 289번지)에 있는 대한민국의 시외버스터미널이다.
1999년 5월 4일 터미널 면허를 받아 운영하기 시작했으며, 고성군에서 운영하고 있다.

## 운행 노선

### 시외버스
- 2017년 3월 15일부터 언양, 경주, 포항행 노선이 폐지되었으며, 이어 2018년 12월 1일부터 양산행 노선도 폐지되었다.

| 방면        | 행선지 |
| ----------- | --- |
| 수도권 방면 | 서울(남부) |
| 충청권 방면 | 대전, 천안 |
| 영남권 방면 | 거제(고현), 김해, 마산남부, 방어진, 배둔, 부산(사상), 사천, 서대구, 옥포, 장승포, 진동, 진주, 창원, 통영, 해운대 |

### 군내버스
| 방면            | 행선지                                                                               |
| --------------- | ------------------------------------------------------------------------------------ |
| 구만 방면       | 구만, 청광, 가천, 영산, 개천, 옥천사, 금곡, 낙동일주                                 |
| 대가선          | 유흥, 장전, 송계, 신전, 법촌, 영현, 연화, 금곡, 세동, 관동, 암전, 양화               |
| 동해 일주       | 당동, 한내, 장기, 검포, 덕곡, 법동, 좌부천, 내신, 선동, 장항, 대구학포, 장좌, 큰가룡 |
| 마암 방면       | 초선, 성전, 신리, 개천, 옥천사, 영산, 금곡, 당항포, 동촌, 산북, 전포, 삼덕, 남진     |
| 삼산선          | 병산, 장지, 용효, 미룡, 삼봉, 하촌, 장백, 대포, 포교                                 |
| 상리 방면       | 부포, 무선, 상리, 신촌, 고봉, 동산                                                   |
| 하일, 하이 방면 | 공원묘지, 수양, 임포, 하일, 송천, 동화, 춘암, 용암포, 상족암, 덕명, 하이             |
| 한내선          | 한내, 당동, 황리, 안정, 외곡, 화당                                                   |

## 특이 사항
- 서울 방면은 심야 버스가 운행하고 있다. 막차는 22시 45분에 출발한다.
- 터미널 내 시간표에는 마산으로 표시되어 있으나 실제로 이 노선은 마산시외버스터미널로 운행하지 않는다.